# Dubh al Scoției
Dub mac Maíl Coluim (n. secolul al X-lea – d. 967 d.Hr., Forres⁠(d), Scoția, Regatul Unit) a fost rege de Alba. El a fost fiul lui Malcolm I și l-a urmat la tron după ce Indulf a fost ucis în 962.
Cronicile înregistrează faptul că în timpul domniei lui Dubh, episcopul Fothach, cel mai probabil din St. Andrei sau din Dunkeld, a murit. Raportul rămas este dintr-o luptă între Dubh și Culen, fiul regelui Indulf. Dubh a câștigat bătălia, luptând pe creasta Crup, unde Duchad, starețul de Dunkeld, care este posibil sa fi fost strămoșul lui Crinan de Dunkeld, a murit.
Sunt diverse variante diferite cu privire la cea ce s-a întâmplat după aceea. Cronica susține că Dubh a fost alungat din regat. Un material al lui Andrei Wyntoun afirmă că a fost ucis la Forres, și face legătura cu o eclipsă de soare care a fost datată pe 20 iulie 966. Analele Ulster au înregistrat doar că Dubh, Regele de Alba, a fost ucis de către scoțienii săi. Se presupune că Dubh a fost ucis sau alungat de către Culen, care a devenit rege după acesta, sau a fost asasinat de către susținătorii săi.